# Asterella yoshinagana
Asterella yoshinagana là một loài rêu trong họ Aytoniaceae. Loài này được Horik. Horik. mô tả khoa học đầu tiên năm 1951.